# Lutrochori
Lutrochori (gr. Λουτροχώρι, gr. pontyjski Λουτροχώρ) – miejscowość w Grecji, w administracji zdecentralizowanej Macedonia-Tracja, w regionie Macedonia Środkowa, w jednostce regionalnej Pella, w gminie Skidra. W 2011 roku liczyła 458 mieszkańców, a w 2001 roku 466 mieszkańców. Miejscowość leży niedaleko drogi ekspresowej nr 2 i posiada stację kolejową. Lutrochori słynie w całej Grecji ze swoich term oraz łaźni.

## Historia
W starożytności ziemie na których leży obecne miasto zajmował kompleks spa, który został zbudowany w czwartym wieku p.n.e. za czasów Królestwa Macedonii.
Miasto zostało zbudowane w 1920 roku i osiedlone przez greckich uchodźców z Pontu. Obecna nazwa miasta została przyjęta w 1926 roku.

## Demografia
Etnicznie mieszkańcy miasta w 100% są Grekami a religijnie również w 100% należą do Greckiego Kościoła Prawosławnego.
Zmiana populacji miasta
| (Statistike,) |           |        |            |          |
| Rok           | Populacja | Zmiana | Zmiana w % | Gęstość  |
| 1913          | ---       | ---    | ---        | ---      |
| 1920          | ---       | ---    | ---        | ---      |
| 1928          | 115       | ---    | ---        | 15 /km²  |
| 1940          | ---       | ---    | ---        | ---      |
| 1951          | 367       | ---    | ---        | 49 /km²  |
| 1961          | 435       | + 68   | + 18.53%   | 58 /km²  |
| 1971          | 391       | - 44   | - 10.12%   | 52 /km²  |
| 1981          | 772       | + 381  | + 97.44%   | 103 /km² |
| 1991          | 483       | - 289  | - 37.43%   | 64 /km²  |
| 2001          | 466       | - 17   | - 3.52%    | 62 /km²  |
| 2007. (ok.)   | 445°      | - 21   | - 4.51%    | 59 /km²  |

## Geografia
Lutrochori posiada średnia liczbę opadów na poziomie 500 mm do 800 mm w skali roku. Najbliższym dużym skupiskiem miejskim w pobliżu Lutrochori jest oddalone o 25 km miasto Weria położone w prefekturze Imatia.

## Klimat
Przeciętna temperatura wynosi 15° z czego najzimniejszym miesiącem jest styczeń (7°) natomiast najcieplejszym sierpień (31°).
| Miesiąc                     | St. | Lu. | Ma. | Kw. | Maj. | Cze. | Lip. | Sie. | Wrz. | Pa. | Lis. | Gru. |
| Temperatura maksymalna [°C] | 7   | 9   | 14  | 18  | 24   | 29   | 31   | 32   | 27   | 22  | 14   | 8    |
| Temperatura minimalna [°C]  | 1   | 3   | 6   | 8   | 12   | 17   | 19   | 18   | 15   | 12  | 6    | 3    |
| Opady (mm)                  | 43  | 51  | 45  | 35  | 41   | 28   | 27   | 23   | 34   | 39  | 51   | 53   |
| rekordowe temperatury [°C]  | 19  | 22  | 26  | 32  | 38   | 40   | 41   | 42   | 34   | 31  | 25   | 22   |